# Verónica Pérez (futbolista)
Verónica Raquel Pérez Murillo (Hayward, California, Estados Unidos, 18 de mayo de 1988) es una futbolista mexicana nacida en Estados Unidos que juega como volante. Actualmente, integra el plantel del Club Tijuana Femenil en la Liga MX Femenil. 
En Estados Unidos ha jugado en la NCAA con las Washington Huskies (2006-09), en la W-League con las Seattle Sounders (2009, 2012), en la WPS con el Saint Louis Athletica (2010), y en la NWSL con el Western New York Flash (2013) y el Washington Spirit (2014). También ha jugado en Islandia con el Stjarnan (2012) y en Australia con el Canberra United (2015-2016).
Pérez jugó en 2009 con la selección sub-23 de Estados Unidos, pero en 2010 debutó con la selección mexicana absoluta, con la que fue bronce en los Juegos Panamericanos 2011 y ha jugado los Mundiales 2011 y 2015. Marcó el gol del único punto de México en el Mundial 2015.

## Biografía

### Primeros años
Sus padres son Bernardo Pérez e Irene Murillo. Ella tiene doble ciudadanía en los Estados Unidos y México.  Pérez asistió a la escuela Crystal Springs Uplands School , donde jugó un año de fútbol, ganando el primer equipo, todos los honores de la liga. Durante su primer, segundo y tercer años, jugó para el PSV Union FC y en sus años junior y senior, jugó para el equipo del club, Pleasonton Rage, y representó al equipo de Desarrollo Olímpico (ODP) de la región del Lejano Oeste en el US Youth Soccer de 2005. Copa adidas.

### Universidad de Washington
Pérez jugó para los Huskies de la Universidad de Washington y fue incluido dos veces en el segundo equipo All-Pac-10. Pérez dejó a la Universidad de Washington en el top 10 de todos los tiempos en varias categorías, incluido el tercero en tiros (194) y juegos jugados (83), el cuarto en goles de la victoria (8), empatado en el sexto lugar en goles (21 ) y octavo en los puntos (53).

### Carrera profesional
Pérez fue seleccionada como la selección número 37 en general en el draft de fútbol profesional femenino (WPS) por Saint Louis Athletica en 2010.  Después de que WPS cerró, Pérez comenzó a entrenar nuevamente con la selección nacional de fútbol femenino de México .
Pérez jugó para Seattle Sounders Women durante las temporadas 2009 y 2012 y fue una de las máximas anotadoras.
Durante el verano de 2012, Pérez y su compañera de equipo en los Sounders y exalumna de la Universidad de Washington, Kate Deines , jugaron para el Stjarnan en la primera división de Islandia. El equipo ganó la Copa Femenina de Islandia después de una victoria por 1-0 sobre Valur. 
El 11 de enero de 2013, Pérez se unió al Western New York Flash como parte de la asignación de jugadores de la NWSL para la temporada inaugural de la National Women's Soccer League . 
El 3 de marzo de 2014, Western New York Flash cambió a Pérez y una selección de cuarta ronda del draft de 2015 al Washington Spirit a cambio de un puesto en la lista internacional de 2014 y 2015.  Después de que no recibió el estado de asignación para las temporadas de 2016, Seattle Reign FC adquirió sus derechos de la NWSL en marzo de 2016. 
Pérez se unió al club sueco de primera división KIF Örebro DFF en enero de 2016. 
En 2018, Pérez jugó para OSA FC en la Women's Premier Soccer League .  Se mudó a PacNW Women al año siguiente.

### Carrera internacional
Pérez jugó tanto para la selección nacional femenina de fútbol de México como para la selección nacional femenina de fútbol sub-23 de Estados Unidos durante el verano de 2009.  El 5 de noviembre de 2010, anotó el gol de la victoria para México en el partido de clasificación para la Copa Mundial Femenina de CONCACAF. contra los Estados Unidos.  A mediados de 2011, Pérez representó a México en la Copa Mundial Femenina de la FIFA 2011 en Alemania.  En octubre de ese año, llevó a México a un tercer puesto en los Juegos Panamericanos de 2011 .  Pérez se retiró del servicio internacional después de la Liga MX FemenilJuego restringido solo para jugadores nacidos en México.